# Uways al-Qarnī
Uways ibn Anīs al-Qarnī al-Murādī (in arabo أويس القَرْنيّ‎?; Yemen, 594 – Siffin, luglio 657) yemenita - della branca dei B. Murād della tribù dei Banū Madhḥij - è stato un Seguace del profeta dell'Islam Maometto.
Legato all'Ahl al-Bayt, tramandò ʾaḥādīth di ʿUmar b. al-Khaṭṭāb e di ʿAlī b. Abī Ṭālib, per il quale parteggiò, combattendo nelle sue file nella Ṣiffīn, in cui trovò la morte.
La moschea a lui intitolata, eretta nella città siriana di al-Raqqa, è stata distrutta l'11 marzo 2013 dai militanti di Da'esh, proprio perché dedicata a un personaggio caro allo Sciismo: variante islamica considerata eretica e meritevole di eliminazione violenta e di damnatio memoriae da parte del Gihadismo.